# Bolle Gijs
Bolle Gijs (of Schrans Holbuik) is een personage uit de stripverhalen en tekenfilmreeks over de Smurfen. 
De naam Bolle Gijs is afgeleid van het kinderversje Hollebolle Gijs.

## Karakteromschrijving
Bolle Gijs is een oger. Hij is groot en zeer sterk. Hij is daarnaast zeer simpel van geest en praat als een kleuter. Verder is hij vooral een veelvraat die bijna alleen aan eten denkt.
De reus richt in de praktijk weinig schade aan. Bolle Gijs plundert af en toe de voedselvoorraad van de slechte tovenaar Gargamel en diens kat Azraël. Gargamel probeert soms misbruik te maken van Bolle Gijs om bij de Smurfen te komen, wat echter altijd mislukt. 
In de stripreeks komt hij alleen voor in het verhaal Smurfensoep (1976). In de tekenfilmreeks maakt hij zijn debuut in de aflevering Smurfensoep en is daarna een regelmatig terugkerend personage. Aanvankelijk is hij hier vooral een vijand van de Smurfen, later wordt hij vriendelijker tegen hen.
De stemacteurs van Bolle Gijs in de animatieserie zijn Ger Smit en Stan Limburg. In andere talen wordt het personage grootmond genoemd, zoals het Engels, Frans en Duits, respectievelijk Bigmouth, Grossbouf en Großmaul.
Zijn lijfspreuk is "Bolle Gijs wil éten!".